# Tarnau
Tarnau (polnisch Tarnów Opolski) ist eine Ort in der Gemeinde Tarnau im Powiat Opolski der Woiwodschaft Opole in Polen. Sie ist Sitz der gleichnamigen Landgemeinde mit etwa 9600 Einwohnern. Diese ist seit 2007 offiziell zweisprachig (polnisch und deutsch).

## Geographie
Das Angerdorf Tarnau liegt 20 Kilometer südöstlich von  Opole (Oppeln) in der Nizina Śląska (Schlesischen Tiefebene). Durch den Ort verläuft die Bahnstrecke Pyskowice–Opole.
Nachbarorte von Tarnau sind im Norden Schulenberg (Walidrogi), im Osten Nakel (Nakło), im Süden Gross Stein (Kamień Śląski) und im Westen Kossorowitz (Kosorowice).

## Geschichte

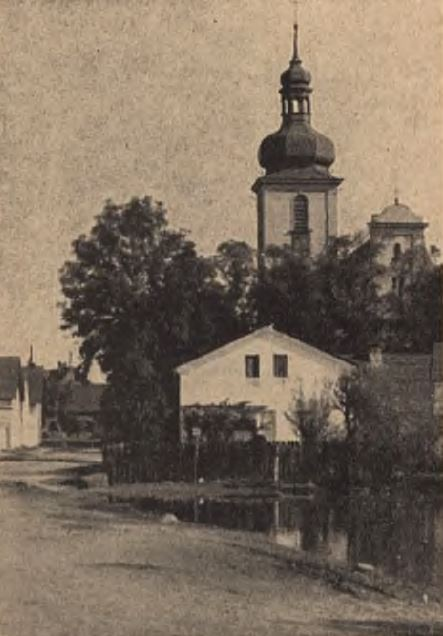
Tarnau um 1934

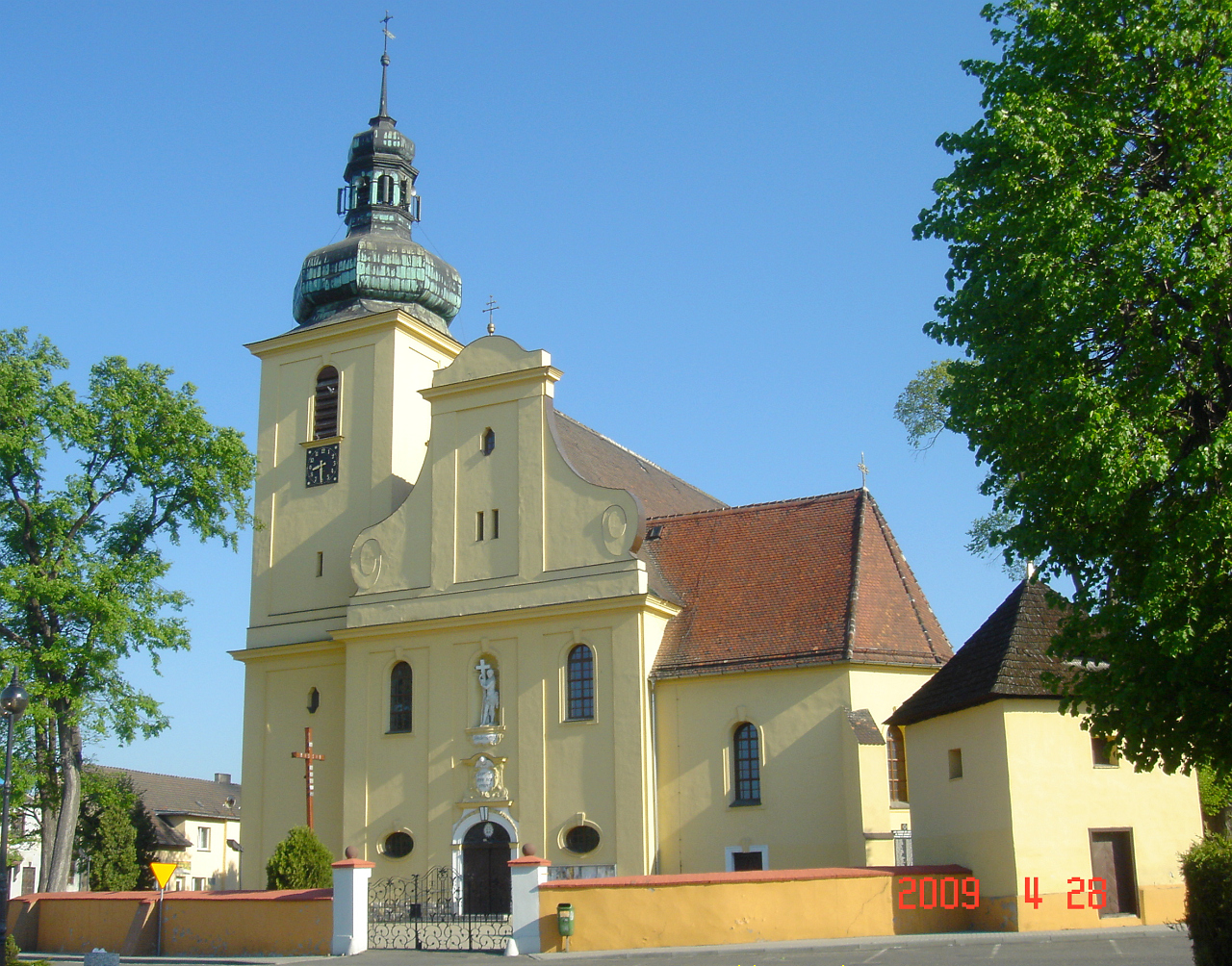
Pfarrkirche St. Martin

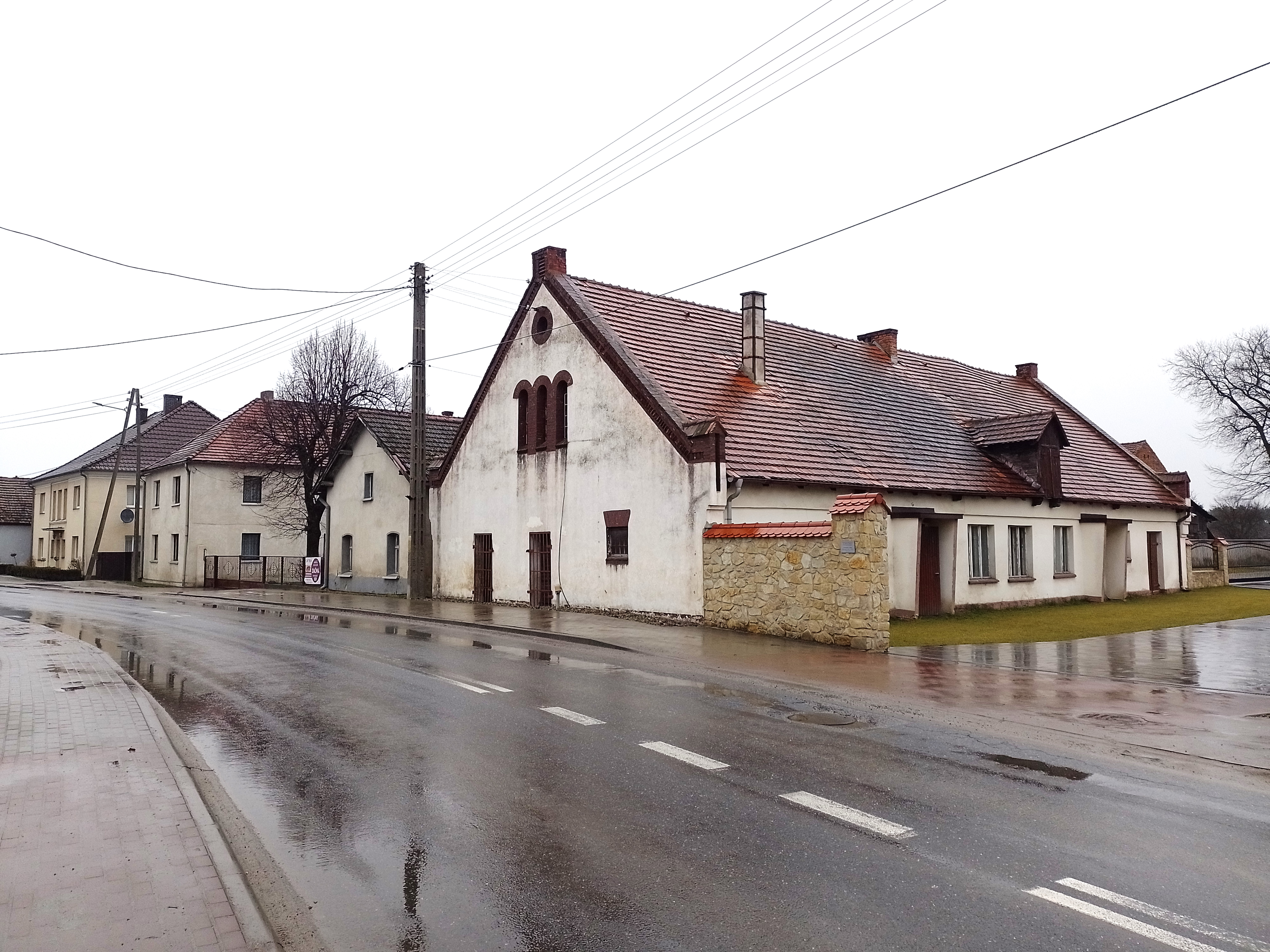
Klimasstraße

Tarnau wurde am 9. Oktober 1293 erstmals urkundlich erwähnt. 1447 wird eine Kirche im Ort erwähnt. 1664 zerstörte ein Feuer weite teile des Dorfes.
Nach dem Ersten Schlesischen Krieg 1742 fiel Tarnau mit dem größten Teil Schlesiens an Preußen. 1784 zählt das Dorf eine katholische Kirche, eine Schule, 19 Bauern, 13 Gärtner, 16 Häusler und 388 Einwohner. Das Dorf gehörte zum Wirtschaftsamt Oppeln.
Nach der Neugliederung der Provinz Schlesien gehörte die Landgemeinde Tarnau ab 1816 zum Landkreis Oppeln, mit dem sie bis 1945 verbunden blieb. 1821 wurde ein neues Schulgebäude errichtet. 1855 lebten 772 Einwohner im Ort. 1865 hatte der Ort 18 Bauern, 12 Gärtner, 17 Ackerhäusler, 33 Angerhäuser, 51 Einlieger, eine Mühle, einen Kretscham, ein Gasthaus, eine katholische Kirche und eine katholische Schule. Die katholische Schule wurde im gleichen Jahr von 211 Schülern besucht. 1874 wurde der Amtsbezirk Przywor gebildet, der die Landgemeinden Konty, Kossorowitz, Kupferberg, Nakel, Przywor und Tarnau und den Gutsbezirk Grudschütz umfasste. 1885 zählte der Ort 999 Einwohner.
Bei der Volksabstimmung am 20. März 1921 stimmten 355 Wahlberechtigte für einen Verbleib bei Deutschland und 532 für Polen. Der gesamte Stimmkreis Oppeln hatte mehrheitlich für Deutschland votiert, weshalb Tarnau beim Deutschen Reich verblieb. 1939 wurden 847 Einwohner gezählt. Bis 1945 befand sich der Ort im Landkreis Oppeln.
Infolge des Zweiten Weltkrieges kam der Ort 1945 an Polen und wurde in Tarnów Opolski umbenannt. 1950 kam der Ort zur Woiwodschaft Opole, 1999 zum Powiat Opolski. Da nach dem Zweiten Weltkrieg nur ein Teil der deutschen Bewohner vertrieben wurde, ist heute ein großer Teil der Bevölkerung deutschstämmig. So gehören laut der letzten polnischen Volkszählung von 2002 24,34 % der Gemeindebevölkerung der Deutschen Minderheit an, weitere 10,87 % bezeichneten sich als Schlesier. Deshalb ist die Gemeinde seit dem 15. Februar 2007 amtlich zweisprachig und konnte zum 14. April 2008 deutsche Ortsbezeichnungen einführen.

## Sehenswürdigkeiten

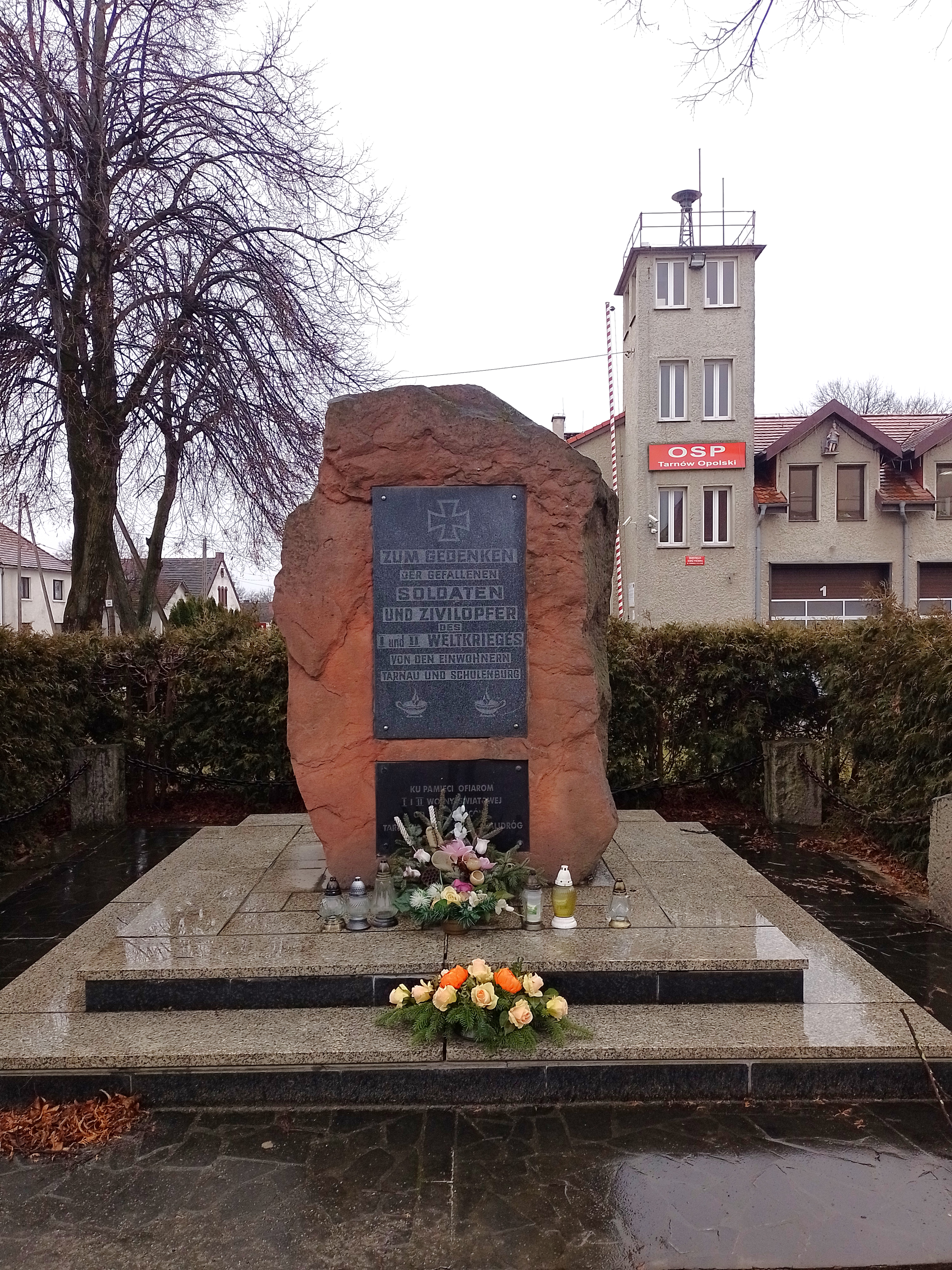
Feuerwache und Denkmal für die Gefallenen beider Weltkriege

- Die römisch-katholische St. Martinskirche wurde zwischen 1913 und 1916 erbaut und am 16. Mai 1916 geweiht. Bereits im Mittelalter bestand eine gotische Kirche im Ort, welche im Dreißigjährigen Krieg durch die Schwedische Armee zerstört wurde.[10] Die Martinskirche steht seit 1973 unter Denkmalschutz.[11]
- Denkmal für die Gefallenen beider Weltkriege
- Friedhofskapelle
- Dorfteich mit Steg
- Empfangsgebäude Bahnhof Tarnów Opolski

## Vereine
- Deutscher Freundschaftskreis
- Fußballverein Lzs Piomar Przywory
- Freiwillige Feuerwehr OSP Przywory

## Söhne und Töchter des Ortes
- Alfred Gottwald (1893–1971), deutscher expressionistischer Kirchenmaler

## Gemeinde
Auf einer Fläche von 81,6 km² gliedert sich die Landgemeinde in acht Dörfer mit Schulzenämtern.